# Édouard Lalo
Édouard Victor Antoine Lalo (27. januar 1823 i Lille – 22. april 1892 i Paris) var en fransk komponist med spanske aner.
Lalo var elev fra Paris-konservatoriet
og uddannede sig til en fortræffelig
violinspiller. Som musiker blev han navnlig bekendt ved
sin optræden ved kammermusiksoireer. Hans
kompositioner havde derimod i det hele
vanskeligt ved at trænge igennem. En opera
Fiesque (efter Schillers sørgespil) blev aldrig
opført hverken i Paris eller i Bryssel, skønt den
begge steder var antaget, en anden opera Le roi d’Ys,
der allerede var påbegyndt 1876 og
forelå færdig 1881, blev først opført 1888, men
dette Lalos betydeligste og virkelig værdifulde
værk formåede ikke dengang at slå igennem.
En tredje opera La Jacquerie efterlod Lalo sig
ufuldendt.
Lalo skrev endvidere en ballet Nar mouna,
der gjorde nogen lykke, og dannede
af denne balletmusik en orkestersuite, der blev
et af hans mest yndede arbejder, og en symfoni i G dur.
Med held fremførte også violinisten Pablo Sarasate Lalos
violinkoncert og Symphonie espagnole (ligeledes en
koncert for violin og orkester), og af Lalos
andre kompositioner fremhæves endnu:
Rhapsodie noruégienne for orkester, en klaverkoncert,
en strygekvartet, en cellosonate samt forskellig
violin- og klavermusik og en del sange.
I levende live opnåede Lalo, der havde det uheld
at optræde som fremskridtsmusiker i dét
tidsrum, da man i Paris så uvilligt til enhver
sådan og mistænkte ham for at være
»Wagnerianer«, ingen synderlig anerkendelse.
Hans talentfulde, klare og fine, ofte åndrige, musik
er efter hans død blevet skattet mere efter
fortjeneste.